# Луґвалд
Луґвалд (пол. Ługwałd, нім. Hochwalde) — село в Польщі, у гміні Дивіти Ольштинського повіту Вармінсько-Мазурського воєводства.
Населення — 502 особи (2011).
У 1975-1998 роках село належало до Ольштинського воєводства.

## Демографія
Демографічна структура станом на 31 березня 2011 року:
|          | Загалом | Допрацездатний вік | Працездатний вік | Постпрацездатний вік |
| -------- | ------- | ------------------ | ---------------- | -------------------- |
| Чоловіки | 250     | 48                 | 191              | 11                   |
| Жінки    | 252     | 57                 | 157              | 38                   |
| Разом    | 502     | 105                | 348              | 49                   |